# Elisabeth Waldheim

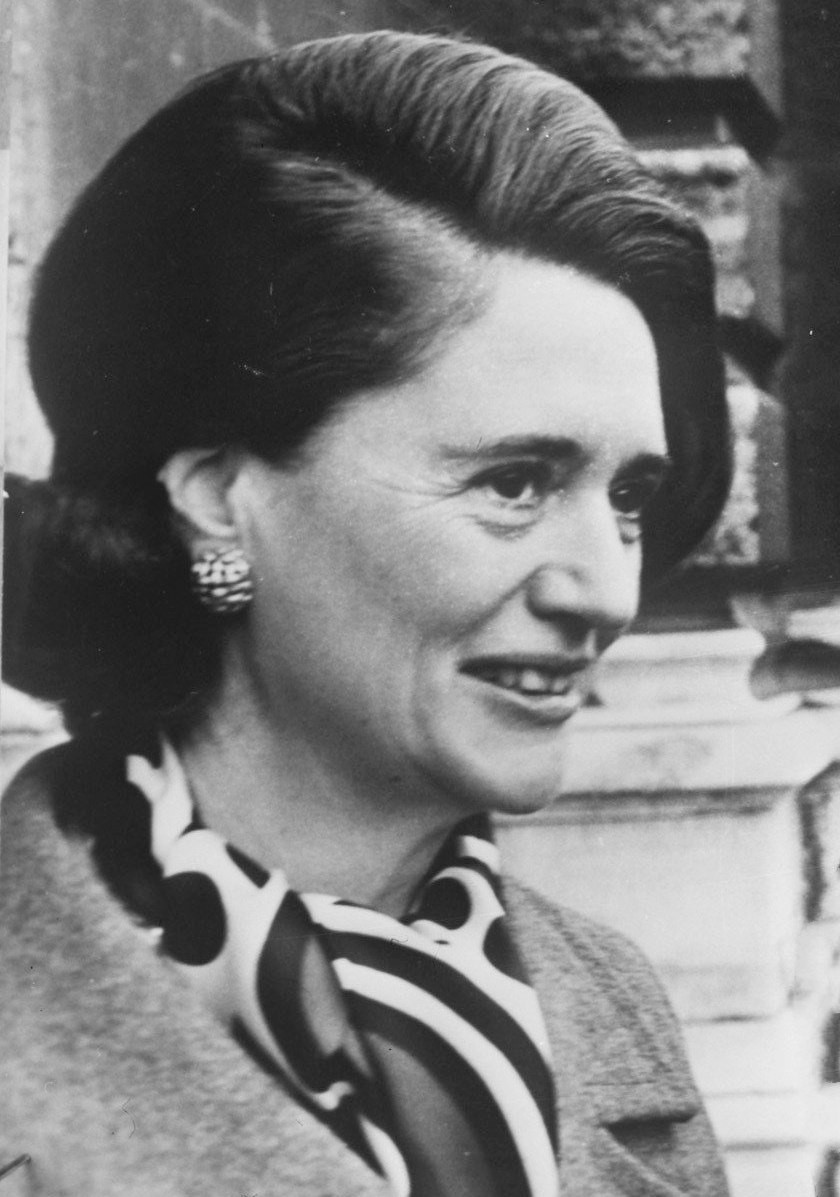
Elisabeth Waldheim (1971)

Elisabeth Waldheim, geborene Elisabeth Charlotte (auch: Lieselotte) Ritschel (* 13. April 1922 in Wien; † 28. Februar 2017 ebenda), war ab 1944 die Ehefrau des österreichischen Diplomaten und Politikers Kurt Waldheim und von 1986 bis 1992 First Lady der Republik Österreich.

## Leben
Elisabeth Ritschel kam als älteste Tochter von Wilhelm und Hildegard Ritschel, geborene Jahutka, auf die Welt. Sie hatte zwei jüngere Schwestern, die Zwillinge Margaritha und Erika Ritschel. Wie viele Mädchen ihrer Generation wurde sie, in Erinnerung an die österreichische Kaiserin Elisabeth, nach ihr getauft. Ihre Eltern entstammten einer Familie von Berufsoffizieren, ihr Vater, der eigentlich Ingenieur werden wollte, war Offizier im Ersten Weltkrieg gewesen. Nach der Niederlage Österreich-Ungarns und dem Ende der Donaumonarchie arbeitete er bis zu seinem Tod 1962 in der Privatwirtschaft, ihre Mutter war Hausfrau. Elisabeth Ritschels Elternhaus war katholisch, bürgerlich und deutschnational geprägt; ihr Vater war nach dem sogenannten Anschluss Österreichs Mitglied der Nationalsozialistischen Deutschen Arbeiterpartei (NSDAP) geworden, da er sich eine Verbesserung seiner wirtschaftlichen Lage erhoffte.
Die Familie Ritschel lebte in der Josefstadt, dem 8. Wiener Gemeindebezirk, in der Nähe der Burggasse. Elisabeth Ritschel besuchte anfangs die internatsähnliche Einrichtung der Klosterschule Notre Dame de Sion in Wien, im Gegensatz zu ihren Schwestern, die gleich ab Beginn ihrer Schullaufbahn eine öffentliche Volksschule besuchen durften. Später wechselte sie auf die Mittelschule in Hietzing. Mit 17 Jahren wurde sie Mitglied im BDM, am 12. Oktober 1940 beantragte sie die Aufnahme in die NSDAP und wurde am 1. Januar 1941 aufgenommen (Mitgliedsnummer 9.027.854). Elisabeth Ritschel, spätere Waldheim, erklärte hierzu, sie sei mit ihrem 18. Lebensjahr vom BDM in die NSDAP überwiesen worden, was nach der Satzung der Partei aber unzulässig gewesen wäre. Im Dezember 1943 trat sie, eigenen Aussagen aus dem Jahre 1986 zufolge, anlässlich ihrer bevorstehenden Verlobung auf Wunsch ihres zukünftigen Ehemannes wieder aus der NSDAP aus, was aber der NSDAP nicht bekannt geworden ist: dies indiziert der fehlende Austrittsvermerk in der NSDAP-Mitgliederkartei; der dort gleichfalls fehlende Ausschlussvermerk indiziert, dass ihre Mitgliedsbeiträge bis zuletzt bezahlt worden sind.
Über ihr Verhältnis zum NS-Staat kurz nach der Heirat ist überliefert: „Noch im Jänner 1945 gibt sie rührende Durchhalteparolen von der Front an ihre Studienkollegin Hilde weiter: ‚Sie hat erzählt, der Kurt war wieder in Wien, wir müssen durchhalten. Es kommt der Endsieg.‘“
Mit Datum vom 12. März 1940 und den Abschlussnoten der 7. Klasse der Frauenoberschule in Wien 13., Wenzgasse, erhielt Elisabeth Ritschel, ohne Ablegung der eigentlichen Matura, ein „Abgangszeugnis“, welches sie „als Schülerin der achten Klasse“ auswies, die sie aber tatsächlich nie war. Im Weiteren trägt das Zeugnis folgenden Vermerk: „Der Schülerin wird auf Grund des Erlasses vom 8. September 1939 – E III a 1947, W EV (b) – die Reife zuerkannt.“ Dieser Erlass war an die Einschränkung gebunden, dass „die Schülerin eine Bescheinigung über pflichtgetreue Arbeit in wichtigem Kriegshilfsdienst für den gesamten Zeitraum bis zum Schlusse des Schuljahres beibringen kann“. Die Frage der Redaktion, für welchen wichtigen Kriegshilfsdienst sie eine Bescheinigung beigebracht hatte, blieb ohne Antwort.
Im Sommer 1940 wurde sie zum Reichsarbeitsdienst zu Erntearbeiten nach Roisdorf bei Bonn verpflichtet. Ab Herbst 1940 studierte E. Ritschel Rechtswissenschaften an der Universität Wien. Ende 1942 lernte sie während ihres Studiums Kurt Waldheim kennen, der ebenfalls Rechtswissenschaften studierte.
1943 beendete Elisabeth Ritschel nach sechs Semestern das Studium mit der „Referendarprüfung“, und trug seither den damit einhergehenden akademischen Titel Magister. Praxisstationen während ihres Studiums absolvierte sie am Bezirksgericht Dornbirn und am Handelsgericht Wien. Vor und nach ihrer Eheschließung war E. Ritschel zwei Jahre lang kurzzeitig berufstätig. Ab Sommer 1943 absolvierte sie ihre Assessorausbildung, in der sie unter anderem am Amtsgericht Liesing und am Oberlandesgericht Wien zugeteilt war. Weihnachten 1943, während eines Heimaturlaubs von Kurt Waldheim, erfolgte die Verlobung. Am 19. August 1944 heirateten sie in der Wiener Karlskirche. Aus diesem Anlass trat sie, die zuvor im Zuge der nationalsozialistischen Informationspolitik aus der Katholischen Kirche ausgetreten war, wieder in die Kirche ein. Die geplante Hochzeitsreise mit dem Zug nach Mariazell musste das Ehepaar Waldheim wegen der alliierten Luftangriffe auf Österreich kurz nach Reiseantritt abbrechen. Ihre Hochzeitsnacht verbrachten sie in einem überfüllten Luftschutzkeller außerhalb Wiens.
Das Kriegsende erlebte Elisabeth Waldheim auf einem Bauernhof in Ramsau bei Schladming in der Obersteiermark, wo am 7. Mai 1945 auch ihre erste Tochter Liselotte geboren wurde. Im August 1945 kehrte sie nach Baden bei Wien zurück, wo die Familie ihres Mannes lebte. Ihre eigene Berufstätigkeit als Juristin nahm sie nach dem Zweiten Weltkrieg nicht wieder auf.
In der Folge begleitete Elisabeth Waldheim ihren Ehemann bei dessen diplomatischen und politischen Auslandsaufenthalten. Im „Hauptberuf“ war sie fortan Diplomatengattin. Während Waldheims Zeit als UN-Generalsekretär widmete sie sich in New York Charity-Aufgaben und betrieb intensiv das Fundraising, insbesondere für UNICEF, das Kinderhilfswerk der Vereinten Nationen. Unter anderem startete sie eine medienwirksame Sammelaktion für UNICEF am John F. Kennedy International Airport, bei der die Stewardessen das aus fremden Währungen übriggebliebene Kleingeld der Flugpassagiere einsammelten. Anlässlich eines Festabends in der UNO organisierte sie ein Konzert der Beach Boys, um Geld für UNICEF zu sammeln.
Im Juli 1986 wurde Elisabeth Waldheim die First Lady von Österreich. Sie übernahm weiterhin Wohltätigkeitsaufgaben, organisierte die alljährlichen Weihnachtsbasare der UNO, unterstützte die katholische Ordensgemeinschaft Caritas Socialis in Wien und andere Charity-Organisationen. 1985 und 1986 war Elisabeth Waldheim Ballpräsidentin des Philharmonikerballs der Wiener Philharmoniker.
1994 wurde sie mit dem Orden Pro Ecclesia et Pontifice ausgezeichnet. Die Verleihung erfolgte durch den päpstlichen Nuntius Erzbischof Donato Squicciarini im Rahmen der Feierlichkeiten zur Goldenen Hochzeit von Kurt und Elisabeth Waldheim, die im Haus der Waldheims am Attersee in Nußdorf stattfanden.
Im Juli 2010 gehörte Waldheim als ehemalige First Lady Österreichs bei der Angelobung des damaligen Bundespräsidenten Heinz Fischer zu den Ehrengästen.
Elisabeth Waldheim starb im 95. Lebensjahr am 28. Februar 2017. Altbundespräsident Heinz Fischer würdigte sie als eine „tapfere Frau“, „die mehr als sechs Jahrzehnte lang auch in schwierigen Zeiten in unverbrüchlicher Verbundenheit an der Seite ihres Ehemannes gestanden ist“. Sie habe ihre Aufgaben in vorbildlicher Weise erfüllt. Sie wurde am 9. März 2017 in der Präsidentengruft auf dem Wiener Zentralfriedhof beigesetzt.
Mit Kurt Waldheim hatte sie drei Kinder. Ihre Tochter Christa ist mit dem ÖVP-Politiker Othmar Karas verheiratet.

## Auszeichnungen
- 1994: Pro Ecclesia et Pontifice